# FC Mulhouse
Football Club de Mulhouse – francuski klub piłkarski z siedzibą w Miluzie.

## Sukcesy
- Wicemistrz Ligue 2: 1989
- Mistrzostwo alzackiej Gauligi: 1941, 1943, 1944

## Historia
Klub założony został w 1893w wówczas niemieckim Mülhausen jako FC Mülhausen. Tym samym uznano go za drugi najstarszy klub francuski po Le Havre AC. Od 1904 należał do VSFV – Verband Süddeutscher Fussball Vereine (Południowoniemieckiego Związku Klubów Piłkarskich). Po I wojnie światowej Niemcy stracili Alzację na rzecz Francji, co spowodowało zmianę nazwy klubu na FC Mulhouse, która obowiązuje do dziś, z małą przerwą podczas II wojny światowej, gdy wrócono do niemieckiej nazwy FC Mülhausen.
FC Mulhouse znalazł się wśród założycieli francuskiej I ligi w 1932 roku. Mulhouse zajął 10 (ostatnie) miejsce w grupie A i spadł z ligi. W 1934 roku powrócił do I ligi i występował przez 3 sezony, osiągając w sezonie 1934-35 6. miejsce w lidze. Po spadku w 1937 roku FC Mulhouse przez długie lata grał w niższych ligach. Dopiero w sezonie 1982-83 roku wrócił do Ligue 1, jednakże zajął ostatnie 20. miejsce i spadł do Ligue 2. Ostatni raz w Ligue 1 występował w sezonie 1989-90, lecz i tym razem zajął 20. miejsce w lidze i spadł do Ligue 2. W latach 1990–1998 FC Mulhose występował w 2 lidze. W sezonie 1990–1991 występował w klubie z Miluzy polski piłkarz Grzegorz Więzik, który wystąpił 35 spotkaniach i strzelił 2 bramki. W 1999 Mulhouse spadł do Championnat National (3. liga), a od 2000 roku do chwili obecnej występuje w Championnat de France amateur (4. liga).

## Trenerzy
- Ferdinand Swatosch: 1932-1933
- Franz Platko: 1933
- Rudolf Hanak: 1933-1934
- Franz Weselik: 1934-1935
- Fritz Kerr: 1935-1936
- Emile Grienenberger: 1939-1945
- Joseph Remay: 1945-1946
- Lucien Perpère: 1945-1946
- Aimé Nuic: 1951-1952
- Mohammed Azzouz: 1952-1954
- Pierre Ranzoni: 1954-1955
- Georges Boulogne: 1955
- Albertus De Harder: 1962-1964
- Lucien Mille: 1964-1965
- Marian Borkowski: 1966-1967
- Léon Deladerrière: 1967-1973
- Pierre Alonso: 1973-1974
- Marcel Schloetter: 1974-1976
- Roland Merschel: 1976-1980
- Eugène Battmann: 1980-1981
- Jean-Marc Guillou: 1981-1982
- Eugène Battmann: 1982-1983
- Gérard Banide: 1983-1984
- Raymond Domenech: 1984-1988
- Didier Notheaux: 1988-1990
- Robert Dewilder: 1990-1992
- Bernard Genghini: 1992-1995
- Christian Sarramagna: 1995-listopad 1996
- Gilles Bourges: listopad 1996-kwiecień 1998
- Lamine N'Diaye: kwiecień 1998-grudzień 1998
- Eugène Battmann: grudzień 1998-1999
- Bruno Scipion: 1999-2001
- Damien Ott: 2001-2002
- Jacky Lemée: 2002-2003
- Jean-Paul Pfertzel: 2003
- Maurice Danelon: 2003-2004
- Damien Ott: 2004-2008
- Albert Falette: 2008-

## Kadra zawodnicza
| Nr | Poz. | Piłkarz            |
| -- | ---- | ------------------ |
|    | BR   | Romain Péron       |
|    | BR   | Christian Potel    |
|    | OB   | Lilian Astier      |
|    | OB   | Moriba Bamba       |
|    | OB   | Morlaye Cissé      |
|    | OB   | Romain Frossard    |
|    | OB   | Yoann Grosperrin   |
|    | OB   | Thomas Holbein     |
|    | OB   | Samir Kecha        |
|    | OB   | Hervé Milazzo      |
|    | PO   | Gharib Amzine      |
|    | OB   | Tagba Mini Balogou |

| Nr | Poz. | Piłkarz               |
| -- | ---- | --------------------- |
|    | PO   | Lucien Banholzer      |
|    | PO   | Jean-Vivien Bantsimba |
|    | PO   | Samir Bourouina       |
|    | PO   | Anthony Castillo      |
|    | PO   | Ryan Zaïen            |
|    | NA   | Hassan Benkajjane     |
|    | NA   | Hicham Chirouf        |
|    | NA   | Guillaume Créquit     |
|    | NA   | Daniel Gbaguidi       |
|    | NA   | El Hadji Lô           |
|    | NA   | Moustapha Louhkiar    |

## Sezony w Ligue 1
| Sezon     | Uzyskane Miejsce    |
| --------- | ------------------- |
| 1932-1933 | 10 w gr. A (spadek) |
| 1934-1935 | 6                   |
| 1935-1936 | 13                  |
| 1936-1937 | 16 (spadek)         |
| 1982-1983 | 20 (spadek)         |
| 1989-1990 | 20 (spadek)         |

## Strony klubowe
- Strona oficjalna (fr.)